# Nilson Matta
Nilson Matta (São Paulo, 1 de março de 1949) é um baixista e compositor brasileiro que reside nos Estados Unidos, mais especificamente em Nova Iorque desde 1985. Ele também é conhecido por seu trabalho com Trio da Paz, Don Pullen African Brazilian Connection, Joe Henderson, Yo-Yo Ma e Nilson Matta's Brazilian Voyage.